# 골든 돔
골든 돔은 미국이 개발중인 미사일 방어망이다.

## 역사
2025년 1월 27일, 이스라엘의 미사일 방공체계인 아이언 돔과 유사한 차세대 미사일 방어시스템으로 트럼프 대통령은 이를 미국에 구축하는 내용의 행정명령에 서명했다.
2025년 5월 20일, 도널드 트럼프 미국 대통령은 미국판 미사일방어망인 '골든돔'(Golden Dome)을 자신의 임기 중에 실전 배치하겠다는 목표를 제시했다. 트럼프 대통령은 이날 피트 헤그세스 국방장관이 배석한 가운데 백악관 집무실에서 열린 발표 행사에서 골든돔이 "내 임기가 끝나기 전에 전면적으로 운용되어야 한다"고 밝혔다. 트럼프 대통령은 미국 우주군 참모차장인 마이클 게틀라인 장군을 골든돔 사업의 수석 책임자로 지명했다.

## 스타워즈 계획
골든돔 구상은 미국 입장에서는 레이건 대통령 시절 추진된 스타워즈 계획의 재판이라고 할 수 있다. 1980년대 레이건 정부는 인공위성을 이용해 적의 핵미사일을 요격하는 구상(SDI)을 추진했지만 예산 부족과 기술력의 한계에 부딪혀 중단했다. 하지만 이 구상이 소련과의 군비 경쟁을 가중해 소련을 소모전에 빠져들게 함으로써 냉전의 조기 종식에 기여했다는 평가도 적지 않다.

## 스페이스X
스페이스X는 소프트웨어 기업 팔란티어 테크놀로지스(Palantir)와 드론제조업체 안두릴(Anduril)과 손잡고 골든 돔의 핵심 부문 구축 수주에 나섰다. 스페이스X는 보호층(custody layer)으로 불리는 골든 돔 사업의 일부를 맡기를 희망하고 있다. 보호층은 미사일을 탐지·추적해 미국으로 날아오는지 최종 확인하는 위성망이다. 이 보호층의 초기 엔지니어링과 설계 비용을 60억 달러~100억 달러로 잡고 있다. 스페이스X는 지난 5년 동안 수백개의 감시 위성을 발사했고 최근에는 골든 돔에 전용가능한 몇 개의 시제품 위성을 발사했다. 스페이스X가 보유한 로켓과 위성들은 골든 돔에 바로 전용할 수 있어 경쟁업체보다 유리하다.
스페이스X는 골든 돔 프로젝트에서 자사의 역할을 "구독 서비스"로 설정하자고 제안했다. 이 서비스에서는 정부가 시스템을 완전히 소유하는 대신 기술 이용료를 지불한다.

## 비판
보수 성향 싱크탱크 미국기업연구소(AEI)의 토드 해리스 선임 연구원은, 골든돔이 적대 국가에서 미 본토로 날아드는 대륙간탄도미사일(ICBM) 1기를 로켓 상승(부스트) 단계에서 파괴하려면 우주에 요격 미사일 약 950기를 배치해야 한다는 연구 결과를 제시했다.
과학자단체인 책임 있는 과학자 모임(UCS)의 로라 그레고 연구국장은 골든 돔 방어망 구상이 "비효율적이고 취약하며, 지나치게 많은 비용이 드는 잘못된 구상"이라고 지적했다.
스페이스X, 팰런티어, 안두릴이 협력해 구체화해서 미국 국방부와 논의한 것으로 보도된 골든돔 구상에 따르면 미국 전역을 방어하기 위해 관측·추적용 인공위성만 적어도 400기, 많으면 1000여기가 필요하며, 이와 별도로 미사일이나 레이저 무기로 무장한 공격용 인공위성이 약 200기 있어야 한다. 전문가들과 분석가들은 전체 골든돔 시스템 비용이 적어도 수천억 달러일 것이고 조 달러 단위가 될 수도 있다고 본다. 트럼프 대통령이 발표한 총 비용 1750억 달러(약 244조원)보다 훨씬 많이 든다는 지적이다.

## 더 보기
- 아이언 돔
- 스타워즈 계획